# فشل لابرادور (قصص)
فشل لابرادور هو كتاب للمؤلفة الكندية مارغريت أتوود. نُشر عام 1996، ويتضمّن اثنين من اهتمامات مارغريت أتوود الطّويلة بالتاريخ الكندي والبريّة الكندية. يشير لابرادور إلى المكان الكندي وليس إلى سلالة الكلاب، أو مروحية القوات الكندية، أو محمية سنغافورة الطبيعية، أو تيار المحيط، أو سفينة خفر السواحل الكندية، أو المنطقة الكوستاريكية، أو المدينة الفلبينية، أو السياسي الأمريكي.

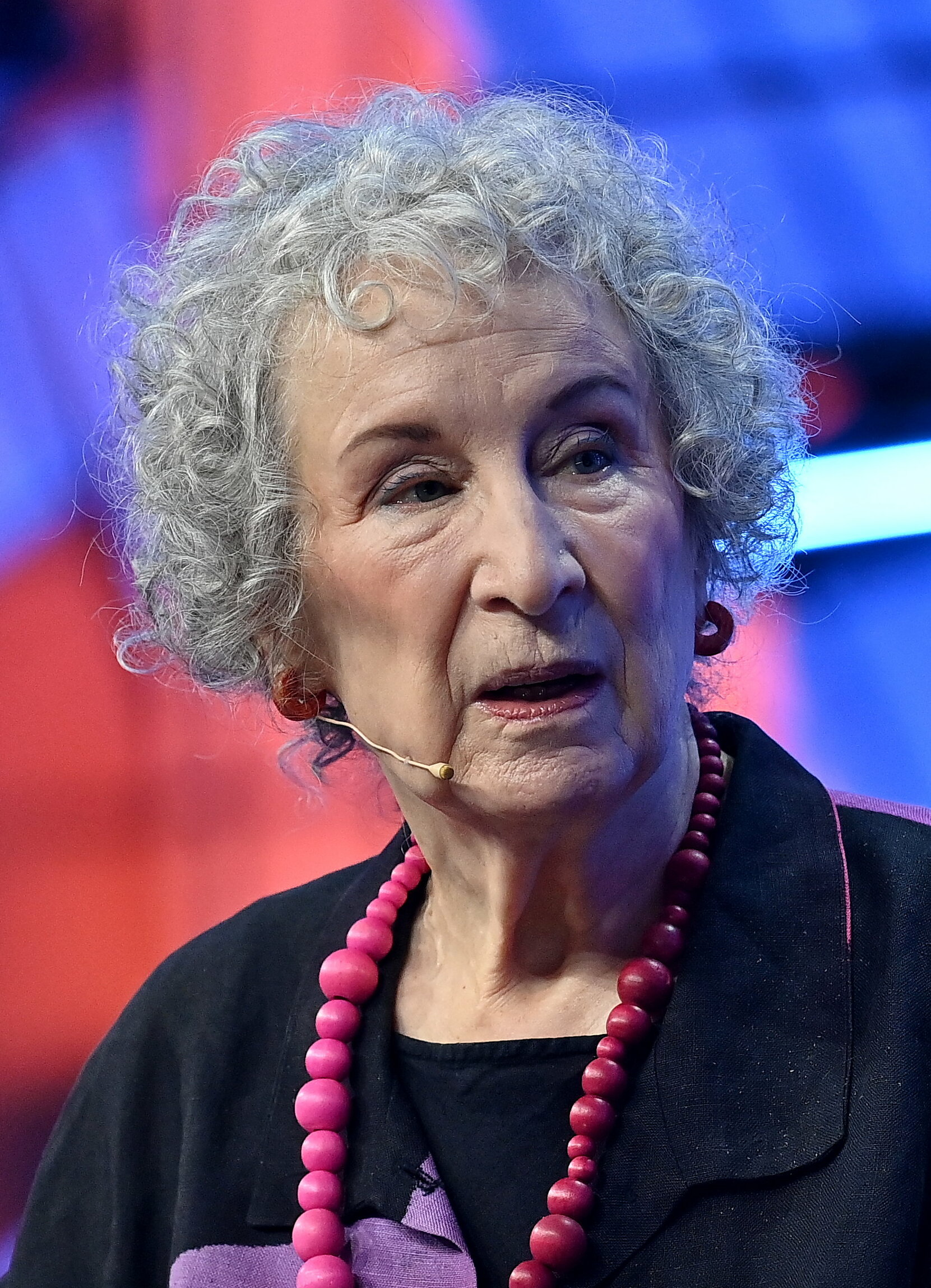
صورة مارغاريت أتوود، كاتبة القصة.

## مكونات القصة
تحتوي القصّة على قصّتين، واحدة داخل الأخرى. وهذا يطرح بعض تحديّات القراءة،كما يمكن تبادل وجهات النّظر باستمرار.
كما تفشل القصّة في الكشف عن أسماء الرّاوي أو الشّخصيات الرّئيسية الأخرى، مما يجعلها غامضة للقرّاء.

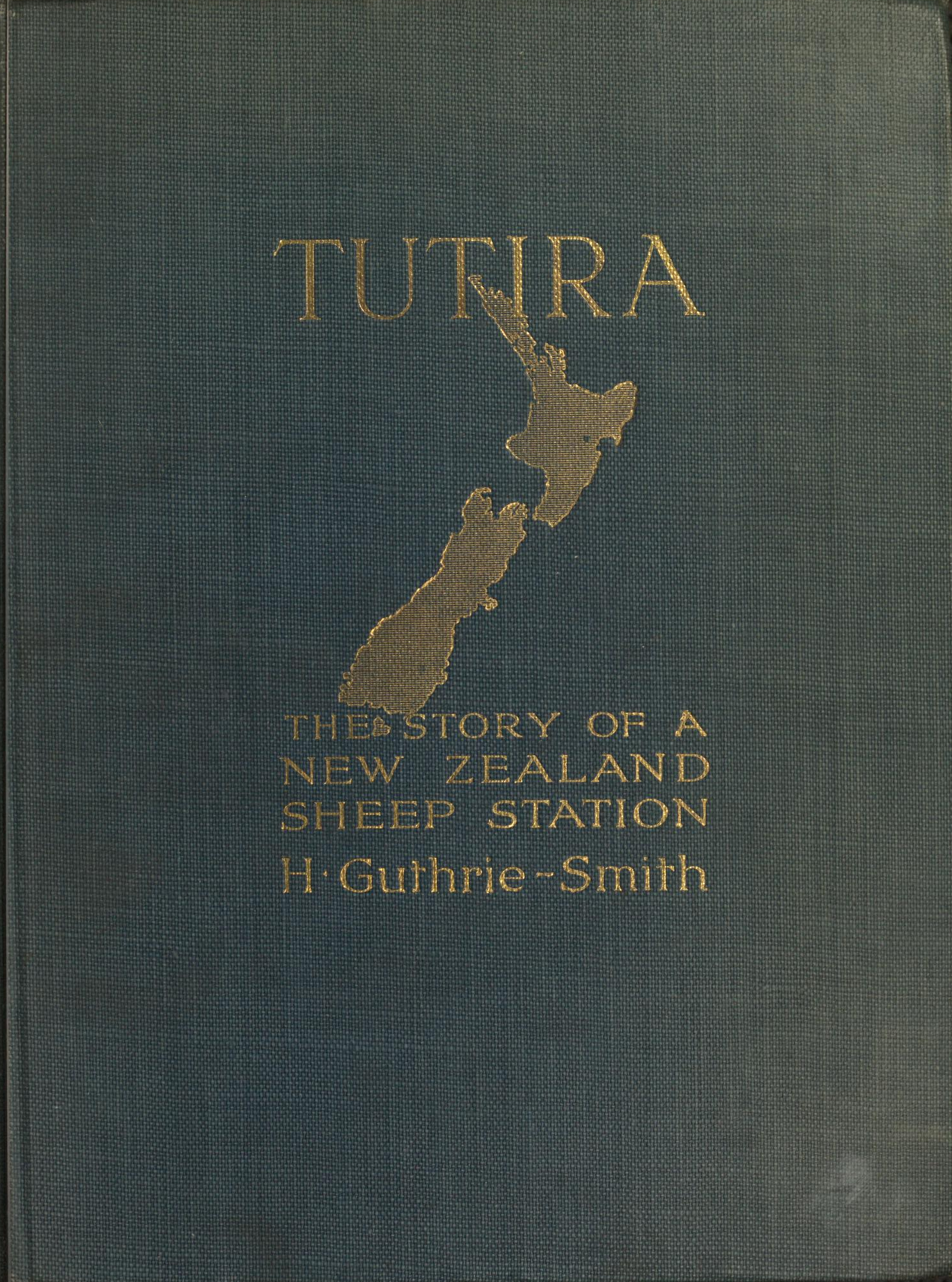
غلاف كتاب قصة.